# Джибилиско, Джузеппе
Джузе́ппе Джибили́ско (итал. Giuseppe Gibilisco; 5 января 1979, Сиракуза) — итальянский легкоатлет, прыгун с шестом. Чемпион мира 2003 года, бронзовый призёр Олимпийских игр 2004 года.

## Карьера
Начал заниматься прыжками с шестом в 13 лет, в 17 лет переехал в Формию, где стал тренироваться под началом Виталия Петрова — тренера, приведшего к мировым рекордам Сергея Бубку и Елену Исинбаеву. В 1998 году завоевал бронзу на юношеском чемпионате мира, в 2001 году стал вторым на молодёжном мировом первенстве. На первом для себя большом турнире — Олимпийских играх 2000 года — прошёл в финал, где поделил десятое место с израильтянином Александром Авербухом и россиянином Евгением Смирягиным. В 2001 году Джузеппе стал серебряным призёром Средиземноморских игр, но на чемпионате мира не прошёл квалификацию.
Свой лучший результат (5,90 метра) Виталий установил на чемпионате мира 2003 года в Париже, что позволило ему одержать победу. Это золото стало единственной наградой с мировых первенств для итальянца. Лишь ещё один раз, через год, на Олимпийских играх в Афинах он смог завоевать медаль официальных индивидуальных соревнований — бронзу, показав свой второй результат в карьере (5,85 метра). На домашнем Кубке Европы 2005 года во Флоренции его победа в своей дисциплине помогла Италии стать третьей.
18 июля 2007 года спортсмен был дисквалифицирован за применение допинга, который он предположительно получал от доктора Карло Сантуччионе. 10 сентября прыгун подал апелляцию в Федерацию лёгкой атлетики Италии, требуя отмены наказания в связи с тем, что допинга у него выявлено никогда не было, однако 26 октября дисквалификация была восстановлена. 9 мая 2008 года Спортивный арбитражный суд в Лозанне оправдал Джибилиско, что позволило ему вернуться в спорт и принять участие в Олимпийских играх 2008 года. Впрочем, он мог и не поехать в Пекин, будучи обиженным на Виталия Петрова, который уделял большее внимание Елене Исинбаевой, в результате чего Джибилиско был готов, по своим словам, очень плохо, имея в том сезоне свой лучший результат — 5,55 метра. Но тем не менее итальянец попал в финал Игр, где стал последним на пару с узбекистанцем Леонидом Андреевым, не совершив ни одной удачной попытки.